# كريس إنجلاند
كريس إنجلاند (بالإنجليزية: Chris England)‏ هو كاتب بريطاني، ولد في 20 يناير 1961 في أولدهام في المملكة المتحدة.

## وصلات خارجية
- كريس إنجلاند على موقع IMDb (الإنجليزية)
- كريس إنجلاند على موقع قاعدة بيانات الفيلم (الإنجليزية)